# Pompei (ny by)
Pompei er en italiensk by ved foden af Vesuv i regionen Campania sydøst for Napoli. Byen har ca. 48.000 indbyggere. Den nye by er tæt på fundene fra det gamle Pompeji.